# Gary Sheffield
Gary Sheffield, född den 18 november 1968 i Tampa i Florida i USA, är en amerikansk före detta professionell basebollspelare som spelade för åtta olika klubbar i Major League Baseball (MLB) 1988-2009. Sheffield är brorson till basebollspelaren Dwight Gooden.

## Genombrottet
Sheffield debuterade i MLB 1988 med Milwaukee Brewers efter att ha draftats av Brewers i första rundan som sjätte spelare totalt 1986. Sheffield spelade framförallt som infielder, oftast som tredjebasman men även som shortstop. Han presterade blandade resultat och ett förväntat stort genombrott lät vänta på sig. Efter att ha hamnat i flera kontroverser med lagkamrater och ledning byttes han bort till San Diego Padres inför säsongen 1992.
I Padres kom Sheffields genombrottssäsong första året. Han slog 33 homeruns, näst flest i ligan, hade 100 inslagna poäng (RBI) och uppnådde ett slaggenomsnitt på hela 0,330 vilket var högst i ligan. Han deltog för första gången i MLB:s all star-match.
I början av säsongen året efter kom Sheffield att bytas bort igen, den här gången till nybildade Florida Marlins i utbyte mot bland annat Trevor Hoffman. Han hade åter en produktiv säsong även om han inte nådde samma fina resultat som året innan och deltog återigen i all star-matchen.

## Stjärnspelare
Inför säsongen 1994 skrev Sheffield ett fyraårskontrakt med Marlins som gjorde honom till den bäst betalde tredjebasmannen i MLB. Under nästa säsong kom han dock att flyttas ut i planen som outfielder, oftast till höger, en position som han spelade mycket bra tack vare sin starka kastarm. Han togs återigen ut till all star-matchen 1996, då han slog 42 homeruns, fortfarande säsongsrekord för Marlins. 1997 var höjdpunkten under Marlinsåren då han var med och tog den unga klubben till en seger i World Series.
Inför säsongen 1998 byttes Sheffield återigen bort och skickades tillsammans med flera andra spelare till Los Angeles Dodgers i utbyte mot bland annat Mike Piazza. Sheffield kom att stanna i Dodgers i tre och en halv säsong och etablerade sig som en av ligans största stjärnor och var en all star tre år i rad. Han var dock öppet missnöjd med hur klubben sköttes och bad till slut om att få bli bortbytt till en annan klubb.
Inför säsongen 2002 skickades Sheffield till Atlanta Braves i utbyte mot tre spelare. Han hade återigen två bra säsonger och slog totalt 64 homeruns och 216 RBI.

## Åren i American League

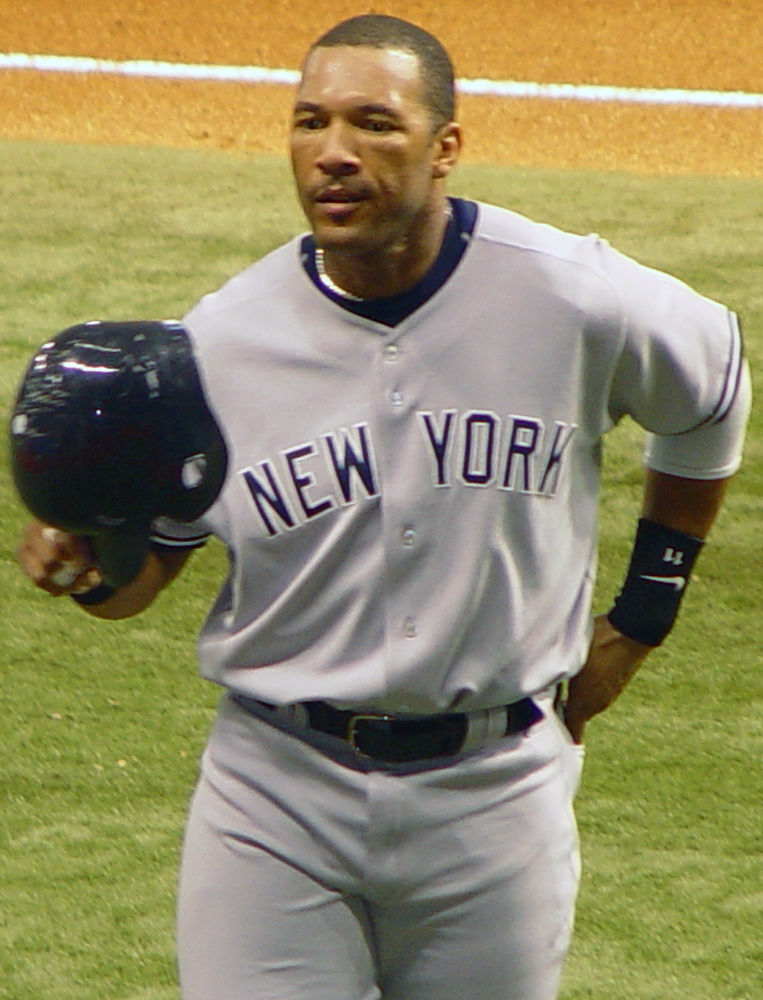
Gary Sheffield i New York Yankees dräkt 2005.

Inför säsongen 2003 var Sheffield free agent, alltså en kontraktslös spelare med fri rätt att förhandla med vem som helst. Han kom att skriva på för New York Yankees för hela 38 miljoner dollar och blev en del av MLB:s kanske stjärnstarkaste lag med spelare som Derek Jeter, Jason Giambi och världens bäst betalde spelare Alex Rodriguez. Första säsongen blev en succé där Sheffield kom att slå 34 homeruns och 121 RBI vilket bidrog till att han kom trea i omröstningen om mest värdefulle spelare i American League efter Vladimir Guerrero. Andra säsongen höll samma höga nivå men 2006 drabbades Sheffield av en skada i handleden vilket först hämmade hans spel och slutligen tvingade honom till operation och rehabilitering. Yankees bytte istället till sig Bobby Abreu som ersättare. I slutet av säsongen byttes Sheffield återigen bort och skickades till Detroit Tigers.
Sheffield skrev en kontraktsförlängning med Tigers till 2009 för 28 miljoner dollar. Säsongen 2007 var han en av endast sex spelare som slog både 20 homeruns och stal 20 baser samma säsong.
2008 blev Sheffield historisk genom att slå den homerun som anses vara nummer 250 000 sedan starten av MLB. I övrigt var 2008 ett mellanår för Sheffield utan några anmärkningsvärda statistiska bedrifter. Han kom att spela mindre och mindre försvar och istället framförallt spela som designated hitter, det vill säga bara delta som slagman i enlighet med American Leagues regler som tillåter att en extra slagman ersätter pitchern i slagordningen. Vid säsongens slut stod Sheffield på totalt 499 homeruns i karriären. Inför starten av säsongen 2009 kom dock Sheffield att släppas av Tigers som valde att lösa honom från hans kontrakt den 31 mars 2009, kort före säsongstarten. Istället plockades han upp av New York Mets några dagar senare och blev ett par matcher in i säsongen den 25:e spelaren att göra 500 homeruns.
Säsongen 2010 lyckades Sheffield inte komma överens med någon klubb om kontrakt och spelade inte. I februari 2011 tillkännagav Sheffield att han avslutade sin karriär.

## Dopningsanklagelser
Gary Sheffield pekades ut i både BALCO-utredningen och den så kallade Mitchellrapporten som användare av prestationshöjande medel.